# Paradosso dell'informazione del buco nero

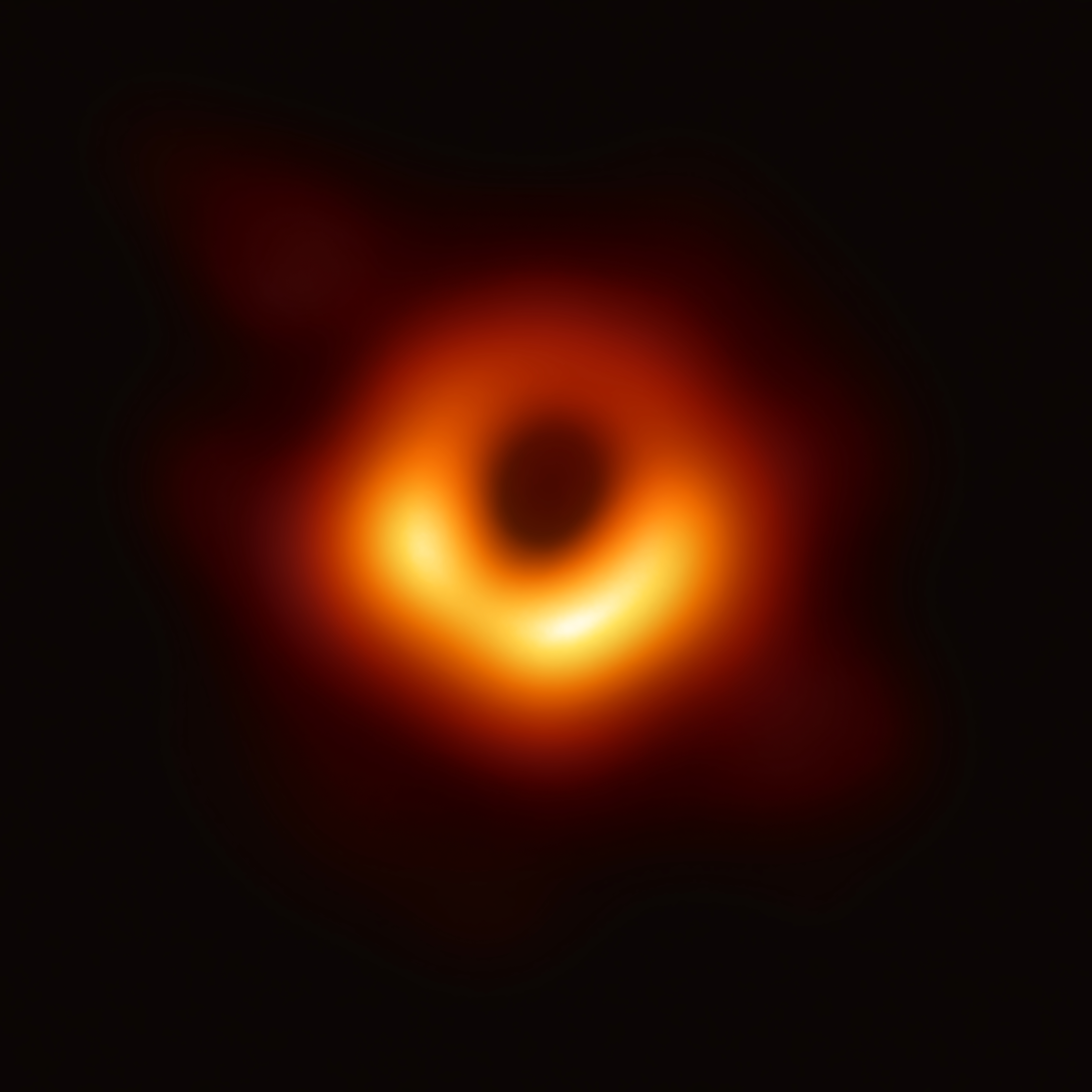
Foto dell'ombra di un buco nero

Il paradosso dell'informazione del buco nero (traduzione dell'inglese black hole information paradox) risulta dalla combinazione della meccanica quantistica e relatività generale. Implica che l'informazione fisica potrebbe "sparire" in un buco nero, permettendo a molti stati fisici di evolvere nello stesso identico 
stato. Questo è un argomento controverso poiché esso viola la dottrina comunemente accettata secondo la quale l'informazione totale riguardo a un sistema fisico in un punto temporale determinerebbe il suo stato in ogni altro tempo.

## Radiazione di Hawking
Nel 1975, Stephen William Hawking e Jacob Bekenstein teorizzarono che i buchi neri irraggerebbero energia lentamente e ciò pose un problema. Dal teorema dell'essenzialità, ci si aspetterebbe che la radiazione di Hawking sia completamente indipendente dal materiale entrante nel buco nero. Ciò nondimeno, se il materiale entrante nel buco nero fosse uno stato quantistico puro, la trasformazione di questo stato nello stato eterogeneo della radiazione di Hawking distruggerebbe l'informazione riguardante lo stato quantistico originale. Questo viola il teorema di Liouville e presenta un paradosso.
Ad esempio, si considerino due ipotetiche stelle di uguale massa ma una costituita interamente di idrogeno e l'altra interamente di elio. Se dovessero evolvere in un buco nero, i risultati finali (due singolarità) sarebbero indistinguibili e quindi nessuna teoria sarebbe in grado di ricostruire a ritroso l'evoluzione temporale dei due oggetti. Al contrario, se si distrugge qualcosa in un inceneritore le leggi della fisica consentirebbero in linea di principio, per il già citato teorema di Liouville, di ricostruire l'oggetto iniziale. Per questo, parte dei fisici sono convinti che, mediante qualche meccanismo non noto, l'informazione non vada distrutta.
Nonostante tale paradosso, Hawking era inizialmente convinto che l'informazione andasse effettivamente distrutta. La sua convinzione fu criticata in particolare da John Preskill che nel 1997 scommise contro lui e Kip Thorne, che invece l'informazione non andava persa.
Ci sono diverse idee riguardo a come il paradosso possa essere risolto. Fin dalla proposta, nel 1997, della corrispondenza AdS/CFT, la convinzione predominante tra i fisici è che l'informazione viene preservata e che la radiazione di Hawking non è precisamente termica, ma riceva correzioni quantistiche. Altre possibilità includono il fatto che l'informazione sia contenuta in un residuo planckiano rimasto alla fine della radiazione di Hawking o a una modificazione delle leggi della meccanica quantistica che permetta un'evoluzione del tempo non-unitario.
Nel luglio del 2005, Stephen Hawking pubblicò un articolo con una teoria secondo la quale perturbazioni quantistiche dell'orizzonte degli eventi potrebbero permettere all'informazione di sfuggire dal buco nero, e ciò risolverebbe il paradosso dell'informazione. La sua argomentazione suppone l'unitarietà della corrispondenza AdS/CFT la quale implica che un buco nero AdS, che è duale per la teoria del campo conforme termico, sia unitario. Quando annunciò il suo risultato, Hawking ammise anche di aver perso la scommessa del 1997, pagando Preskill con l'enciclopedia del baseball (ISBN 1-894963-27-X) 'dalla quale si estrae informazione a volontà'. Comunque, Thorne rimase scettico riguardo alla dimostrazione di Hawking e rifiutò di contribuire alla ricompensa.
Nel 1993 il fisico teorico Leonard Susskind propose una soluzione al paradosso informativo formulato da Stephen Hawking nel 1981, dovuto all'evaporazione di un buco nero (fenomeno teorizzato e calcolato con precisione sempre da Hawking), che causerebbe la perdita dell'informazione intrappolata entro l'orizzonte degli eventi, e dunque violando il principio di conservazione dell'informazione (ovvero il primo principio della termodinamica). La soluzione proposta da Susskind prende spunto dal principio di complementarità (concetto mutuato dalla meccanica quantistica), ovvero il gas in caduta varcherebbe "o" non varcherebbe l'orizzonte degli eventi di un buco nero, a seconda del punto di vista: da un punto di vista esterno un osservatore "vedrebbe" le stringhe, ovvero i componenti elementari del gas, allargare le spire fino ad abbracciare tutta la superficie dell'orizzonte degli eventi, sul quale si manterrebbe tutta l'informazione, senza alcuna perdita per l'esterno (e la successiva evaporazione non cambierebbe lo stato di cose), mentre, per un osservatore che seguisse il gas in caduta, l'attraversamento dell'orizzonte avverrebbe senza particolari fenomeni di soglia (in conformità al primo postulato della relatività ristretta e al principio di equivalenza, dovuti a Einstein); i fenomeni estremi (indescrivibili), avverrebbero solo nella singolarità, e tali fenomeni sarebbero complementari all'evaporazione (descrivibile). La complementarità insita nel principio olografico risolverebbe dunque il paradosso informativo nel contesto della teoria delle stringhe.

## Principali approcci alla soluzione del paradosso
L'informazione va irrimediabilmente persa:
- Vantaggio: Sembra essere una diretta conseguenza di calcoli relativamente non controversi basati sulla gravità semiclassica.
- Svantaggio: Viola l'unitarietà (uno dei principi base della meccanica quantistica), nonché la conservazione dell'energia o causalità.

L'informazione filtra fuori gradualmente durante l'evaporazione del buco nero (ipotesi della stella nera):
- Vantaggio: Intuitivamente attraente perché somiglia qualitativamente al recupero delle informazioni in un processo classico di combustione.
- Svantaggio: Richiede una grossa deviazione dalla gravità classica e semiclassica (che non consentono la fuoriuscita di informazioni dal buco nero) anche per buchi neri macroscopici per i quali ci si aspetta che tali teorie siano buone approssimazioni. Inoltre il buco nero dovrebbe essere privo di orizzonte degli eventi.

L'informazione sfugge improvvisamente nello stadio finale dell'evaporazione del buco nero:
- Vantaggio: È necessaria una deviazione significativa dalla gravità classica e semiclassica solo nel regime in cui ci si aspetta che dominino gli effetti della gravità quantistica.
- Svantaggio: Poco prima dell'improvvisa fuga di informazioni, un buco nero molto piccolo deve essere in grado di immagazzinare una quantità arbitraria di informazione, il che viola pesantemente il limite di Bekenstein.

L'informazione è immagazzinata in un resto di dimensioni confrontabili con la lunghezza di Planck (per Roger Penrose tale oggetto può essere il bosone, che però è più grande, per la teoria delle stringhe è la stringa stessa): 
- Vantaggio: Non è necessario alcun meccanismo per la fuga di informazioni.
- Svantaggio: un oggetto molto piccolo deve essere in grado di immagazzinare una quantità arbitraria di informazione, il che viola pesantemente il limite di Bekenstein.

L'informazione è immagazzinata in un resto massivo:
- Vantaggio: Non è necessario alcun meccanismo per la fuga di informazioni e non è necessario immagazzinare una grande quantità di informazioni in un piccolo oggetto.
- Svantaggio: Non è noto alcun meccanismo attraente che potrebbe fermare l'evaporazione di Hawking di un buco nero macroscopico.

L'informazione è immagazzinata in un universo neonato che si separa dal nostro (es. teoria delle bolle o teoria della selezione cosmologica): 
- Vantaggio: Non è necessaria alcuna violazione di principi generali della fisica noti.
- Svantaggio: È difficile trovare una teoria concreta attraente che possa predire tale scenario.

L'informazione è codificata nella correlazione tra futuro e passato:
- Vantaggio: La gravità semiclassica è sufficiente, ovvero la soluzione non dipende dai dettagli della (non ancora ben compresa) gravità quantistica.
- Svantaggio: Contraddice la visione intuitiva della natura come entità che evolve nel tempo.

L'informazione è codificata in un'equazione di Schrödinger dipendente dal tempo che governa il processo di evaporazione del buco nero
- Vantaggi: Rispetta l'assunzione di 't Hooft che le equazioni di Schroedinger possono essere universalmente utilizzate in ogni dinamica di tipo quantistico presente nell'Universo. Il problema dell'entanglement connesso col paradosso dell'informazione è risolto in quanto la radiazione di Hawking emessa risulta "entangled", ossia connessa, con le oscillazioni dell'orizzonte degli eventi (cioè i modi quasi-normali "innescati" dai quanti di Hawking). Risulta essere l'evoluzione temporale di un modello di buco nero di  "tipo- Bohr"[7]

## Recenti ipotesi di soluzione
- Dal momento che la perdita assoluta di informazioni non è consentita dalla fisica quantistica, le informazioni "perse" sono contenute nell'emissione stimolata che accompagna la radiazione di Hawking emessa da buchi neri[8] (proposta di Chris Adami del 2014)
- L'informazione è mantenuta parzialmente in particelle a due dimensioni sull'orizzonte degli eventi (proposta da Stephen Hawking e altri due ricercatori nel 2015): il buco nero conserva sempre l'informazione, pur cancellandola[9], in parziale deroga del teorema no-hair[10]: alcune particelle lascerebbero un'impronta olografica sull'orizzonte degli eventi, in questo modo l'informazione seppur parziale e caotica, sopravvive e torna indietro con la radiazione, e non sono violate né la relatività generale, né la meccanica quantistica o la legge di conservazione dell'energia.[11][12] Nel documento pubblicato sul web, Hawking e i colleghi Malcolm J. Perry dell'Università di Cambridge e Andrew Strominger di Harvard spiegano, con le parole riassuntive di Strominger, che «abbiamo dimostrato che quando una particella carica entra, si aggiunge un fotone al buco nero. Quindi si aggiungono "capelli" al buco nero», anche senza l'annichilazione particella-antiparticella. Secondo Hawking, questi "peli" o "capelli" - Wheeler con "peli" intendeva qualcosa che potrebbe sporgere dal buco nero per rivelare i dettagli dell'oggetto che l'ha creato, in particolare le linee del campo magnetico di una stella - sono dimostrabili sperimentalmente e restano sull'orizzonte degli eventi essendo molto piccoli e privi di massa.[13] Se il fotone è "soffice" ("soft" photon, con un'energia di punto zero, troppo bassa per essere rilevata), il buco nero mantiene la stessa energia, ma un momento angolare diverso, che porterebbe alla fuoriuscita di una specie di "fiocco di neve" con proprietà legate alla sua origine e alla sua storia. Potrebbe essere possibile, quindi, analizzando il magnetismo e gli effetti correlati ai buchi neri, recuperare informazioni sugli oggetti che li hanno creati.[14]
- Secondo una recente ipotesi del fisico Carlo Rovelli, basata sulla Loop Quantum Gravity, l'informazione di ciò che cade in un buco nero non viene distrutta, ma immagazzinata e poi riemessa sotto forma di radiazione da un buco bianco. L'ipotesi si basa sull'assunzione che un buco nero, che evapora lentamente nel tempo emettendo radiazione di Hawking, a un certo punto si trasformi in un buco bianco per effetto tunnel[15].
- Secondo Xavier Calmet dell’Università del Sussex e  Steve Hsu della Michigan State University, nei buchi neri esistono "capelli quantici" capaci di conservare informazioni sulla storia evolutiva del buco nero all'interno di una complessa rete di interazioni quantistiche.[16]

## L'equazione
L'entropia di un buco nero è data dall'equazione:
{\displaystyle S={\frac {c^{3}kA}{4\hbar G}}}
dove S è l'entropia, c è la velocità della luce nel vuoto, k è la costante di Boltzmann, A è l'area dell'orizzonte degli eventi, ħ (h tagliato) è la costante di Planck ridotta (o costante di Dirac) e G è la costante gravitazionale.